# Ікс (планета)
Ікс (англ. X) — вигадана планета всесвіту «Дюна» Френка Херберта, що спеціалізувалась на індустріальному виробництві та високотехнологічних винаходах. Населення називається іксіанцями.

## Загальні відомості
Екваторіальний діаметр — 40,000 кілометрів, 50 % суші, прісноводні озера 10 %, солоні океани 40 %. Рідкісні полярні льоди, середня річна температура — 22 градуси, середня температура січня — 2 градуси, середня температура липня — 34 градуси. Надзвичайно глибокий шар грунту: в середньому по планеті від 5 до 8 метрів. Середній річний рівень опадів — 1 метр. Планета є ідеальною для вирощування зернових культур на більшій частині поверхні; посушливі землі придатні для масового випасання великої рогатої худоби. Щорічне виробництво різних зернових культур перевищує 100 мільярдів бушелів; щорічне поголів'я худоби — 200 000 голів. Після Батлеріанського Джихаду Ікс став секретним джерелом високих технологій, оскільки нарівні з Річез зміг уникнути наслідків Батлеріанського джихаду.

## Історія
До Великого Джихаду планета Комос була провінцією свого сусіда, планети Річез, яка призначала планетарного керуючого, або «Екзарха», щоб той панував від уряду рідної планети. Після Батлеріанського Джихаду Ікс став таємним джерелом високих технологій. Під час правління династії Корріно Ікс став промисловим світом, однією з двох планет з високорозвиненою інфраструктурою, які постачали більшість пристроїв решті світу. Щоб не псувати біосферу планети, вся промисловість була перенесена до величезних підземних печер, де живе і працює все населення Ікса. У головній печері є верф для будівництва хайлайнерів Гільдії. Так як корабель не може залишити печеру в нормальному просторі, його виводить на орбіту Навігатор Гільдії за допомогою двигуна Хольцмана. Другим таким світом був Річез, що у тій же системі. Ікс і Річез досить давно були конкурентами на ринку технологій, проте після знищення сардаукарами космічної дослідницької станції над Річезом, що спричинило засліплення більшості населення планети, Ікс отримав безперечну перевагу. Іксом здавна правил Будинок Верніус, проте після окупації цього світу Бене Тлейлаксу владу перехопили технократи, які усунули Бронсо Верніуса, останнього члена Будинку, від більшості рішень.